# Biblioteca e Arquivos do Canadá
A Biblioteca e Arquivos do Canadá (abreviada como BAC; em inglês Library and Archives Canada; em francês Bibliothèque et Archives Canada) é uma instituição de memória nacional dedicada a preservar a identidade e história canadense através da aquisição, conservação e patrimônio documentário do Canadá.  Em síntese, o trabalho da Biblioteca e Arquivos do Canadá, juntamente com o de outras instituições de memória, é o construir e enriquecer a memória do Canadá.

## Coleção

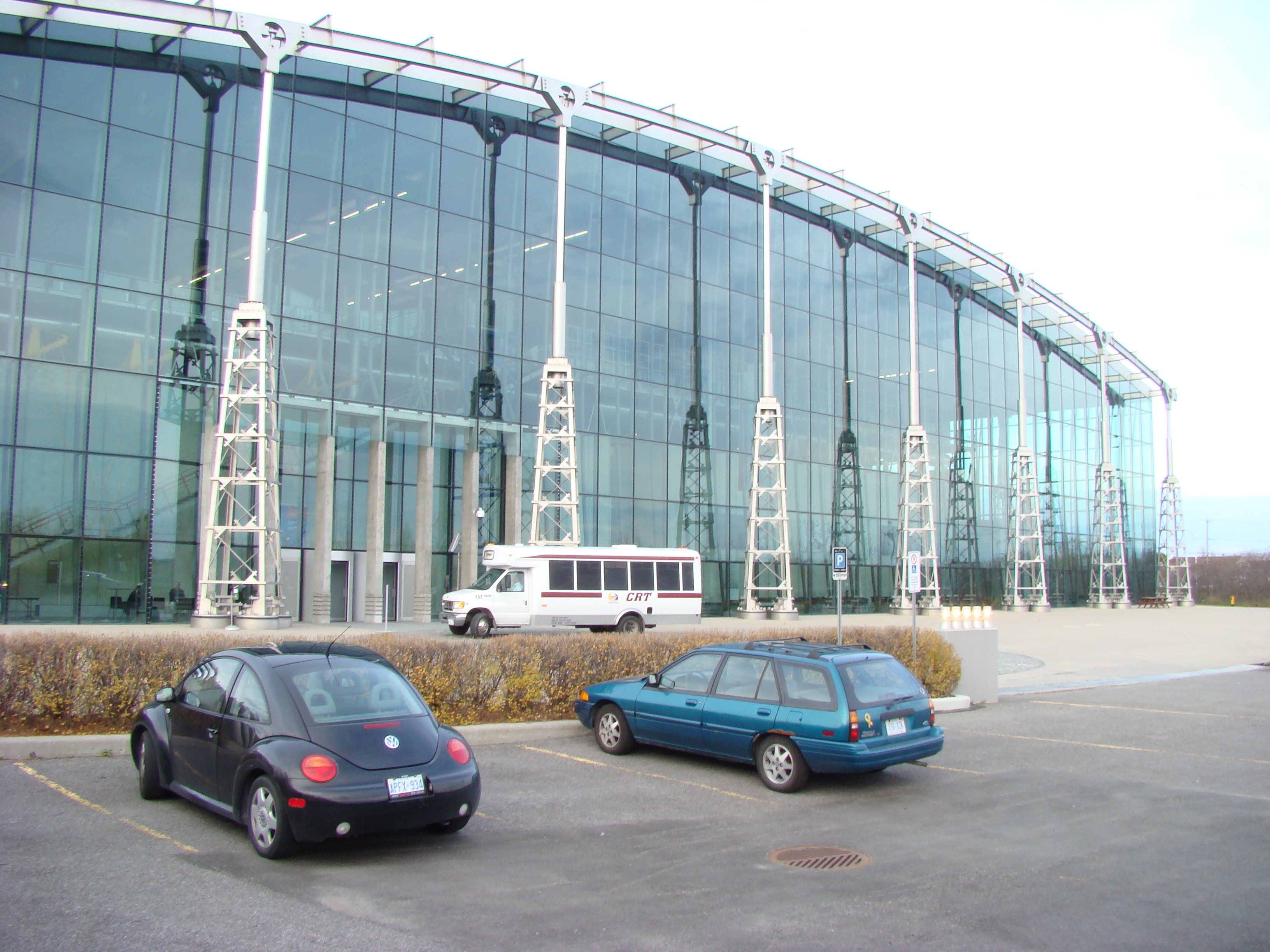
Centro de preservação de Gatineau.

O patrimônio da BAC inclui um arquivo de registro do Governo do Canadá, majoritariamente documentos privados, 20 milhões de livros adquiridos em grande parte através do depósito legal, 24 milhões de fotografias e mais um petabyte de conteúdo digital. Alguns destes conteúdos, principalmente a coleção de livros, teses e dissertações universitárias e material de recenseamento, está disponível on-line. Muitos itens não foram digitalizados e estão disponíveis somente em formato físico. Em maio de 2013, apenas cerca de 1% do acervo físico havia sido digitalizado.
A coleção inclui:
- A proclamação do Ato Constitucional Canadense, que carrega marcas deixadas pelos pingos de chuva durante a cerimônia no Parliament Hill em abril de 1982 quando a Rainha Elizabeth II o assinou;
- O Ato Norte Americano Britânico, que apresenta alterações de edição feitas pelo primeiro ministro do Canadá, Sir John A. Macdonald;
- O livro mais antigo da coleção, De antiquitate Judaica: De bello Judaico (Antiguidades dos judeus e a Guerra da Judeia) escrito pelo historiador do primeiro século Flavius Josephus e impresso em 1470;
- A cadeira utilizada pelo renomado pianista Glenn Gould enquanto ele tocava e gravava.

## Perfil dos usuários
Genealogistas representam setenta por cento do público da Biblioteca e Arquivos do Canadá.

## Instalações
O edifício localizado na rua Wellington nº 395, no centro de Ottawa, é o principal local físico onde o público pode acessar a coleção. O edifício foi inaugurado oficialmente em 20 de junho de 1967. Com a diminuição de solicitações e visitações físicas, desde de 2012 o serviço de referência do edifício passaram a ser realizados com hora marcada. Há também escritórios administrativos na cidade de Gatineau e instalações de preservação e armazenamento de registros do governo federal em todo o Canadá.